# Eduardo Bueno
Pour les articles homonymes, voir Bueno.
Eduardo Bueno, né à Porto Alegre le 30 mai 1958, est un journaliste, écrivain et traducteur brésilien.

## Biographie
Il commence sa vie professionnelle à dix-sept ans, comme journaliste de journal du Rio Grande du Sud Zero Hora où il reçoit le surnom de Peninha, le personnage Popop de Disney qui travaille dans le journal de l'oncle Picsou. Il travaille comme éditeur, scénariste, traducteur, dans divers services de communication. Il est connu du public du Rio Grande do Su par sa participation au programme Pra Começo de Conversa de la TV Educativa de Porto Alegre. 
Il est connu pour sa traduction de On the Road, de Jack Kerouac, un classique de la culture beatnik de la décennie de 1950 qu'il a traduit en portugais sous le titre de Pé na Estrada.  

## Publications
- A viagem do Descobrimento: a Verdadeira História da Expedição de Cabral, Rio de Janeiro: Objetiva, 1998. 140 p.  (ISBN 8573022027) * Náufragos, Traficantes e Degredados: as Primeiras Expedições ao Brasil, 1500-1531, Rio de Janeiro: Objetiva, 1998. 204 p.  (ISBN 8573022167)
- Capitães do Brasil: a Saga dos Primeiros Colonizadores, Rio de Janeiro: Objetiva, 1999. 288 p.  (ISBN 8573022523)
- Brasil: Terra à Vista! A Aventura Ilustrada do Descobrimento, Porto Alegre (RS): L&PM Editores, 2000. 112 p.
- Brasil: uma História - a Incrível Saga de um País, São Paulo: Ática, 2003. 448 p.  (ISBN 8508089538)
- Pau-brasil, São Paulo: Axis Mundi, 2003.   (ISBN 8585554223)
- Grêmio: Nada Pode Ser maior, Rio de Janeiro: Ediouro, 2004.  (ISBN 8500016000)
- Blá, Blá, Blá: a Biografia Autorizada dos Mamonas Assassinas, Porto Alegre, L&PM Editores.
- À sua Saúde: a Vigilância Sanitária na História do Brasil, Brasília: Anvisa, 2008. 106 p.  (ISBN 8533410069)